# Karolewo (Distrito de Piła)
Karolewo [karɔˈlɛvɔ] es un pueblo ubicado en el distrito administrativo de Gmina Wyrzysk, dentro del Distrito de Piła, Voivodato de Gran Polonia, en el oeste de Polonia central. Se encuentra aproximadamente a 3 kilómetros al sureste de Wyrzysk, a 37 kilómetros al este de Piła, y a 86 kilómetros al norte de la capital regional Poznan.